# Un amour qui ne finit pas
Un amour qui ne finit pas est une comédie du dramaturge français André Roussin créée à Paris en 1963.

## Synopsis
Jean, en quête de l'amour idéal qui ne finit pas, alimente une relation amoureuse, unilatérale et par lettres, avec une inconnue rencontrée lors d'une cure. Le bonheur qu'il se forge au gré de ses lettres est bientôt compliqué par le fait que lui comme elle sont mariés.

## Représentations
- 1963, Paris, Théâtre de la Madeleine, mise en scène par l'auteur. Avec François Guérin, Rosy Varte, Huguette Hue, Christian Alers.
- 2015, Paris, Théâtre de l'Œuvre, du 14 mai au 30 juin 2015. Mise en scène de Michel Fau, avec Léa Drucker, Pascale Arbillot, Pierre Cassignard, Philippe Étesse[1]
- 2018, Molenbeek-Saint-Jean, dans le cadre du festival Bruxellons. Création de la Comédie de Bruxelles. Mise en scène de Daniel Hanssens, avec Laure Godisiabois, Daniel Hanssens, Christel Pedrinelli et Pierre Pigeolet[2]

## Éditions
- A. Roussin, Un amour qui ne finit pas : comédie en 2 actes, Calmann-Lévy, 1963, 136 p.
- A. Roussin, La Voyante, suivi de Un amour qui ne finit pas et de La coquine, Le Livre de Poche, 1968.
- Un amour qui ne finit pas d'André Roussin. Suivi de L'école des autres d'André Roussin, L'Avant-scène théâtre, 1963, n° 289. 46 pages.